# Tiro con l'arco ai VII Giochi paralimpici estivi
Per il tiro con l'arco ai Giochi paralimpici estivi di New York 1984 furono assegnati 18 titoli (14 maschili e 4 femminili). Parteciparono alle gare 126 arcieri da 24 nazioni.

## Nazioni partecipanti
- Australia (6)
- Austria (6)
- Belgio (5)
- Canada (4)
- Corea del Sud (5)
- Danimarca (1)
- Finlandia (7)
- Francia (15)
- Germania Ovest (10)
- Giappone (4)
- Gran Bretagna (15)
- Hong Kong (1)
- Irlanda (1)
- Italia (7)
- Lussemburgo (1)
- Messico (3)
- Norvegia (5)
- Nuova Zelanda (1)
- Paesi Bassi (4)
- Spagna (2)
- Svezia (11)
- Svizzera (3)
- Stati Uniti (6)
- Ungheria (3)

## Medagliere
| Posizione | Paese          | Oro | Argento | Bronzo | Totale |
| --------- | -------------- | --- | ------- | ------ | ------ |
| 1         | Francia        | 4   | 2       | 1      | 7      |
| 2         | Svezia         | 3   | 0       | 0      | 3      |
| 3         | Belgio         | 2   | 2       | 0      | 4      |
| 4         | Gran Bretagna  | 2   | 1       | 4      | 7      |
| 5         | Austria        | 2   | 1       | 0      | 3      |
| 6         | Norvegia       | 1   | 0       | 1      | 2      |
| 6         | Stati Uniti    | 1   | 0       | 1      | 2      |
| 6         | Germania Ovest | 1   | 0       | 1      | 2      |
| 9         | Canada         | 1   | 0       | 0      | 1      |
| 9         | Svizzera       | 1   | 0       | 0      | 1      |
| 11        | Paesi Bassi    | 0   | 3       | 0      | 3      |
| 12        | Australia      | 0   | 2       | 1      | 3      |
| 13        | Giappone       | 0   | 1       | 0      | 1      |
| 13        | Corea del Sud  | 0   | 1       | 0      | 1      |
| 13        | Spagna         | 0   | 1       | 0      | 1      |
| 16        | Finlandia      | 0   | 0       | 2      | 2      |
| 16        | Italia         | 0   | 0       | 2      | 2      |
| Totale    | Totale         | 18  | 14      | 13     | 45     |

## Podi

### Gare maschili
| Evento                                 | Oro                                            | Argento                                              | Bronzo                                                          |
| Doppio metrico avanzato paraplegici    | Francia - J. M. Chapuis                        | Francia - C. Bouchite                                | Stati Uniti - Patrick Krishner                                  |
| Doppio metrico avanzato a squadre 1A-6 | Francia                                        |                                                      |                                                                 |
| Doppio metrico avanzato tetraplegici   | Austria - G. Frank                             | Australia - Ian Trewhella                            | Gran Bretagna - Ernest Arnold                                   |
| Doppio FITA C1-C2                      | Canada - David Barefoot                        |                                                      |                                                                 |
| Doppio FITA C3,C6                      | Gran Bretagna - Philip Thorne                  |                                                      |                                                                 |
| Doppio FITA divisione 3                | Norvegia - Kjell Løvvold                       | Belgio - Alfons Kuys                                 | Francia - Benoit Tanquerel                                      |
| Doppio FITA integrato                  | Svezia - Jan Thulin                            | Spagna - Antonio Rebollo                             | Finlandia - Raimo Tirronen                                      |
| Doppio FITA a squadre 1A-6             | Belgio                                         | Paesi Bassi                                          | Gran Bretagna Jim Buchanan Michael Harvey-Murray Sandy Gregory  |
| Doppio FITA integrato a squadre        | Svezia Jan Thulin Nicolai Babkin Arne Tjernell | Francia Rene Ducret George Hamart Daniel Lelon       | Germania Ovest Manfred Boeckers Manfred Brenne Kilmar Butenhoff |
| Doppio FITA tetraplegici               | Austria - Felix Lettner                        | Paesi Bassi - K. Koneman                             | Norvegia - Oddbjorn Stebekk                                     |
| Doppio metrico corto paraplegici       | Svizzera - Michel Baudois                      | Corea del Sud - H. S. Kim                            | Italia - Pasquale de Masi                                       |
| Doppio metrico corto tetraplegici      | Svezia - Kenneth Holm                          |                                                      |                                                                 |
| Metrico corto a squadre 1A-6           | Francia                                        | Australia Ian Trewhella David Higgins Stephen Austen | Gran Bretagna Ernest Arnold Kevin Bowser James Martin           |

### Gare femminili
| Evento                            | Oro                               | Argento                         | Bronzo                    |
| Doppio FITA divisione 3           | Gran Bretagna - Helen Hilderley   | Gran Bretagna - Beverley Leaper |                           |
| Doppio FITA integrato             | Germania Ovest - Anneliese Dersen | Belgio - Martine Lacomblez      | Italia - Irene Monaco     |
| Doppio FITA paraplegiche          | Stati Uniti - Susan Hagel         | Giappone - Hifumi Suzuki        | Australia - Susan Davies  |
| Doppio metrico corto paraplegiche | Francia - M. P. Balme             | Austria - Rosa Schweizer        | Gran Bretagna - Anne Gray |